# Рівнина Седни
Рівнина Седни (лат. Sedna Planitia, 42°42′ пн. ш. 340°42′ сх. д. / 42.7° пн. ш. 340.7° сх. д.) — це велика видовжена низинна область Венери, що простягається в напрямі «північний захід—південний схід». Розташована на південь від землі Іштар, і на 1-3 км нижче від плато Лакшмі. Вважається, що ця територія вкрита лавою подібно до місячних морів.
Поверхня рівнини вкрита вінцями, що здебільшого зустрічаються в лінійних групах вздовж основних тектонічних поясів, грядами а також містить сліди вулканізму.
Назва походить від імені інуїтської богині моря.